# 主播女孩重度依赖
《主播女孩重度依赖》是一款由日本开发者Xemono开发、2022年1月21日由WSS Playground于在Steam上发行的电波系冒险视觉小说，发布于Microsoft Windows和任天堂Switch平台。玩家将在游戏中扮演一名女性直播主的经理人，協助她作决定，令她能在一个月内擁有一百万粉丝。游戏原本的英文名为《Needy Girl Overdose》，但在2021年11月宣布在欧美地区改为《Needy Streamer Overload》，日本則保留原名。

## 概述
玩家在游戏中扮演“阿P”（ピ），作为一名希望成为网络主播的女性角色「糖糖」（あめちゃん）的經理人協助「糖糖」。「糖糖」以「超绝最可爱天使酱」（超絶最かわてんしちゃん，简称“超天酱” / ）的名义从事网络主播工作。由於「糖糖」有著明顯的情緒障礙，這使她更容易因網絡主播的工作累積壓力與負面情緒，令遊戲充滿令人不安的不確定性。
游戏共設有25个结局（包含1个隐藏结局），將根据玩家游戏内的不同行為與選擇而決定遊戲最終走向。

## 设定
「糖糖」是一名患有精神疾病的年轻女孩，性格贫乏，辍学后隐居在家中，与主角住在一起。为了支付租金和满足她的拟社会关注需求，「糖糖」决定开始在互联网上直播。她戴上假发并化妆，以“超绝最可爱天使酱”的名义与观众互动。而主人公被称为“阿P”，负责管理她的日常生活。

## 游戏玩法
玩家通过一个粉彩色色调的Windows 95风格的用户界面与「糖糖」进行互动，通过桌面图标管理她的日常生活，通过任务管理器监控她的状态，并通过名为JINE的即时通信服务与她交谈。每一天分为“中午”、“傍晚”和“晚上”三个时间段，每种行为都会占用其中一个或几个时间段；「糖糖」只能在晚上直播，因为这是一天中观众最多的时间段。在「糖糖」的直播中，玩家将扮演一个管理员，负责删除和釘選直播中观众发送的评论。在直播结束或活动结束之后，玩家可以通过“推博”（Poketter）上的帖子了解「糖糖」的想法和情绪。
除了粉丝数之外，「糖糖」还有三个玩家需要监控的状态：压力、好感度和阴暗度。如果某些属性过高或过低，「糖糖」的表情将会发生变化。玩家可以选择的活动有直播、陪玩、睡觉、吃药、因特网和出门；每个活动都会影响「糖糖」的状态。

## 制作
游戏最早于2020年6月开始创作，初定名《Needy Girl Overdose》，但后来英文名和中文名分别改为《Needy Streamer Overload》和《主播女孩重度依赖》，原因不明。游戏首先使用Figma做出原型，然后使用Unity引擎构建。游戏最初计划于2021春季发行，最终发布日期定为2021年6月5日，但后来被开发商推迟，理由是「需要再继续改善品質」。此后开发者称，他们在延迟的七个月中添加了额外的游戏场景，并且让动画数量增加了三到四倍。该游戏的对话在日语原始脚本中的字数超过140000字。
以Twitter为主要活动地点的Nyalra负责剧本编写，而插画家Ohisashiburi則负责角色设计。游戏的艺术风格深受PC-98时代的蒸汽美学和复古像素艺术，以及20世纪90年代的美少女游戏。据悉，在最初开发的阶段，计划有四个不同的角色，分别具有独特的个性特征，但最终决定将所有特征整合成一个主人公。

## 音乐
游戏的主题曲「INTERNET OVERDOSE」由Aiobahn作曲，Nyalra作词，并由KOTOKO演唱，风格为典型的电波歌曲。该游戏先后与音乐游戏Muse Dash和Arcaea进行联动合作，收录於相關遊戲內。这首歌同时也登上了Spotify的“Japan Viral 50”排行榜。第二期主题曲INTERNET YAMERO亦由同一團隊作曲、填詞及演唱。
2022年4月4日，WSS Playground宣布，游戏的配乐将于2022年6月29日以12英寸黑胶唱片格式发行。
2023年3月16日，新曲「INTERNET YAMERO」發佈。截至2023年8月，該曲播放次數已達二千二百萬次。

## 评价
该游戏在发布的第一周售出了超过10万份。截至2022年6月，该游戏在Steam上已售出50多万份，总体评测为“好评如潮”，截至2022年7月23日，12580篇用户评测中的95%为好评。
IGN Japan指出，作为一部旨在讽刺现代直播文化的讽刺作品，该游戏有其优点，并赞扬了该游戏的艺术和表现形式，但批评了以不同方式表达玩家角色性格的有限选择，认为玩家没有机会正确意识到他们与「糖糖」互动的任何后果。此外，「糖糖」的角色形象也被批评为「在男性的刻板印象中女性的形象，而不是女性的真实形象」。
电击Online表示，尽管无谓地使用了令人感到不安的内容，该游戏仍然是一部富有表现力的高品質作品，以只能通过游戏传达的方式传递给玩家，但同时也指出，不熟悉网络文化的玩家可能不会完全欣赏游戏想要表达的内容。
ITmedia的一篇评论提到，虽然该游戏有一些粗糙的地方和漏洞，影响了体验，但该游戏仍然代表了日本国内典型的独立游戏。游戏内容高度严谨，在密切讽刺用户的网瘾的同时，阐述他们的特点是如何形成的。
聯合新聞網发表的另一篇评论在提到，玩家在每一次游戏过程中，越来越多地了解「糖糖」时，将该游戏的情感体验比作Undertale的情感体验。虽然它承认游戏的主题对一些观众来说可能过于沉重和致郁，但同时也声称该游戏是一部「神作」，适合喜欢病娇、地雷、身心疾病等方面题材，并热爱日系电波的玩家。同时也赞扬了该游戏的官方中文翻译，特别是对中文網路迷因的大量运用，「让人分不清虚实界线」，认为「无论是哪个语言版本，对白都写得相当出色」。
Everyeye.it提供了一篇相对更批判性的游戏评论，声称游戏不仅令人不安，而且在道德上有争议，使用意义不明的语言来隐藏玩家对「糖糖」的明显仇恨（可以通过玩家折磨她的能力来观察），以及游戏如何奖励那些忽略「糖糖」的心理健康的玩家。该评论还批评了该游戏在展示冲击性内容时缺乏判断，认为这些内容在游戏中的运用已经超过了讽刺的意图。
韩国游戏杂志Inven赞扬了该游戏的芯片音乐和整体氛围，但批评了该游戏的长度较短，以及必须通过多次游玩来解锁每个结局的重复性，并声称它与其他养成游戏（如美少女夢工場）不同，随着游戏的进行不会感到过多的成就感。